# Pegasus (Efteling)
Pegasus was een houten achtbaan in het Nederlandse attractiepark de Efteling.
De attractie was gesitueerd aan de toenmalige Kanovijver in Ruigrijk en werd op 1 juli 1991 geopend. Pegasus is medio 2009 gesloopt na aanhoudende problemen met de rit en klachten van bezoekers. De achtbaan is per 1 juli 2010 vervangen door de houten raceachtbaan Joris en de Draak.

## Algemene informatie

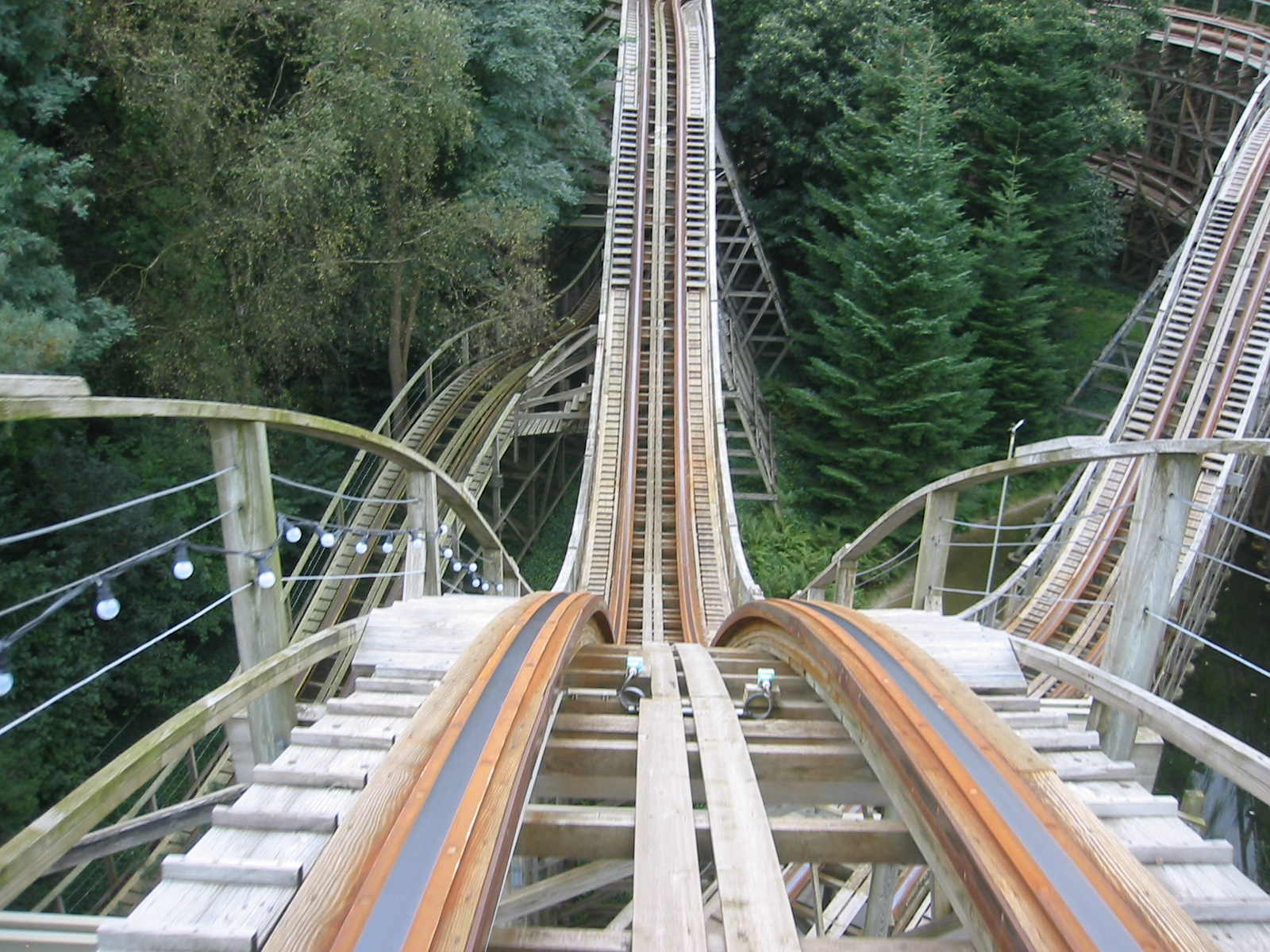
Pegasus

Pegasus was de eerste houten achtbaan van de Benelux. De groene, houten treintjes konden tot twintig passagiers meenemen en een ritje duurde ongeveer 1 minuut en 45 seconden. De 492,3 meter lange baan strekte zich uit aan de oostkant van de toenmalige Kanovijver. Nadat het treintje 15 meter omhoog was geklommen, kwam een eerste grote val van 12 meter. Net voor de bocht die daarop volgt, haalde Pegasus zijn maximumsnelheid: 55 kilometer per uur. Vier bochten, negen stijgingen en acht dalingen later arriveerde het treintje in het station. De maximale g-kracht die men tijdens de rit ervoer was 3,5 g.
De hele constructie, ontworpen door Curtis D. Summers voor de Amerikaanse achtbaanbouwer Arrow Dynamics en gebouwd door Dinn Corporation, was gemaakt van het hout van de Yellow Pine Tree. Ook het station, de meandering en de loopbrug aan de uitgang waren van hout gemaakt. De hele constructie bevatte slechts enkele metalen steunbalken, die – bruin geschilderd – niet opvielen tussen al het hout. Op drukke dagen reden er twee treintjes; de capaciteit van de attractie was op dat moment ongeveer 1100 personen per uur. Bij hevige regen werd Pegasus gesloten voor het publiek.
In 1991 waren de jaren vijftig het jaarthema van de Efteling. Naast Pegasus, die geïnspireerd was op de sfeer van het Coney Island van de jaren vijftig in Amerika, waren er authentieke jukeboxen, petticoats en suikerspinnen. Een felroze Cadillac prijkte boven op de entree van het café-restaurant in Reizenrijk.

## Sluiting Pegasus

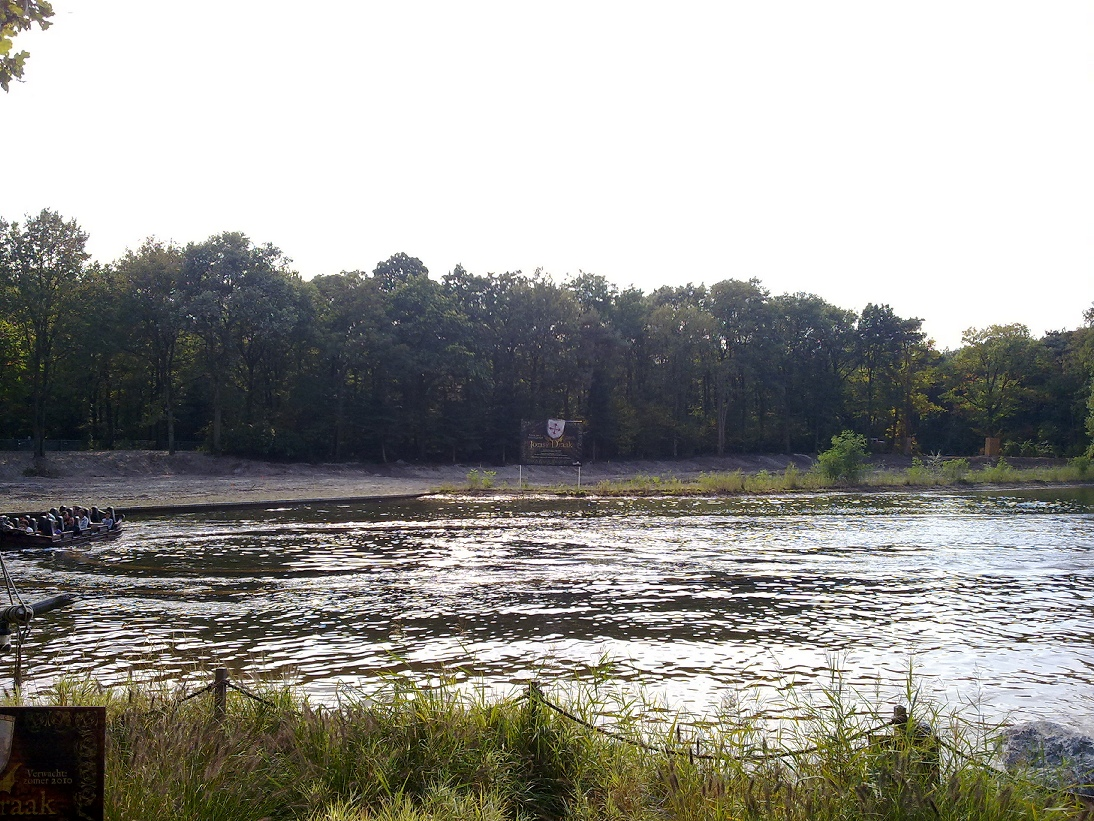
De Pegasus afgebroken

Op 19 juni 2009 verscheen op de website van de Efteling het bericht dat Pegasus per direct gesloten zou worden, wegens aanhoudende klachten van bezoekers. De Efteling gaf aan dat ze niet meer kon voldoen aan het gewenste comfort. In juli besloot de directie Pegasus definitief te sluiten, omdat opknappen te duur zou zijn. Op 18 juli maakte het park de definitieve sluiting wereldkundig en presenteerde gelijktijdig de houten tweelingachtbaan Joris en de Draak ter vervanging van Pegasus. Pegasus is hiermee de eerste grote attractie in de Efteling die gesloopt werd. De opening van de houten achtbaan Joris en de Draak vond plaats op 1 juli 2010.